# حكومة بن بلة الثانية
حكومة بن بلة الثانية، من 18 سبتمبر 1963 إلى 2 ديسمبر 1964، هي أول حكومة شكلت بعد الانتخابات الرئاسية التي أسفرت عن تنصيب أحمد بن بلة رئيسا للجمهورية ومجلس النواب.
هذه الحكومة شهدت استحداث 3 مناصب جديدة لنواب رئيس المجلس وإلغاء وزارة التربية التي عوضت بوزارة التوجيه الوطني.

## رئاسة المجلس
- رئيس المجلس : أحمد بن بلة
- نائب رئيس المجلس ووزير الدفاع الوطني : هواري بومدين
- نائب رئيس المجلس : محمدي السعيد
- نائب رئيس المجلس : رابح بيطاط (استقال في نوفمبر 1963)

## الوزراء
- وزير دولة : عمار أوزقان
- وزير العدل وحافظ الأختام : محمد الهادي حاج سماعين
- وزير الداخلية : أحمد مدغري
- وزير الاقتصاد الوطني : بشير بومعزة
- وزير الزراعة : أحمد مهساس
- وزير التوجيه الوطني : شريف بلقاسم
- وزير الشؤون الاجتماعية : محمد الصغير نقاش
- وزير الخارجية : عبد العزيز بوتفليقة
- وزير الإعمار والأشغال العامة والنقل: أحمد بومنجل
- وزير البريد والاتصالات : عبد القادر زيبق
- وزير الأوقاف : أحمد توفيق المدني
- وزير السياحة : أحمد قايد، عين في 23 سبتمبر 1963
- وكيل وزارة لدى وزارة التوجيه الوطني، مكلف بالشباب والرياضة : صادق بتل

## تعديل 20 سبتمبر 1963
- إلغاء منصب نائب رئيس المجلس لرابح بيطاط

## 26 سبتمبر 1963
- مدير ديوان رئيس الجمهورية: عبد المجيد مزيان[2]